# Karel Ignác Palliardi

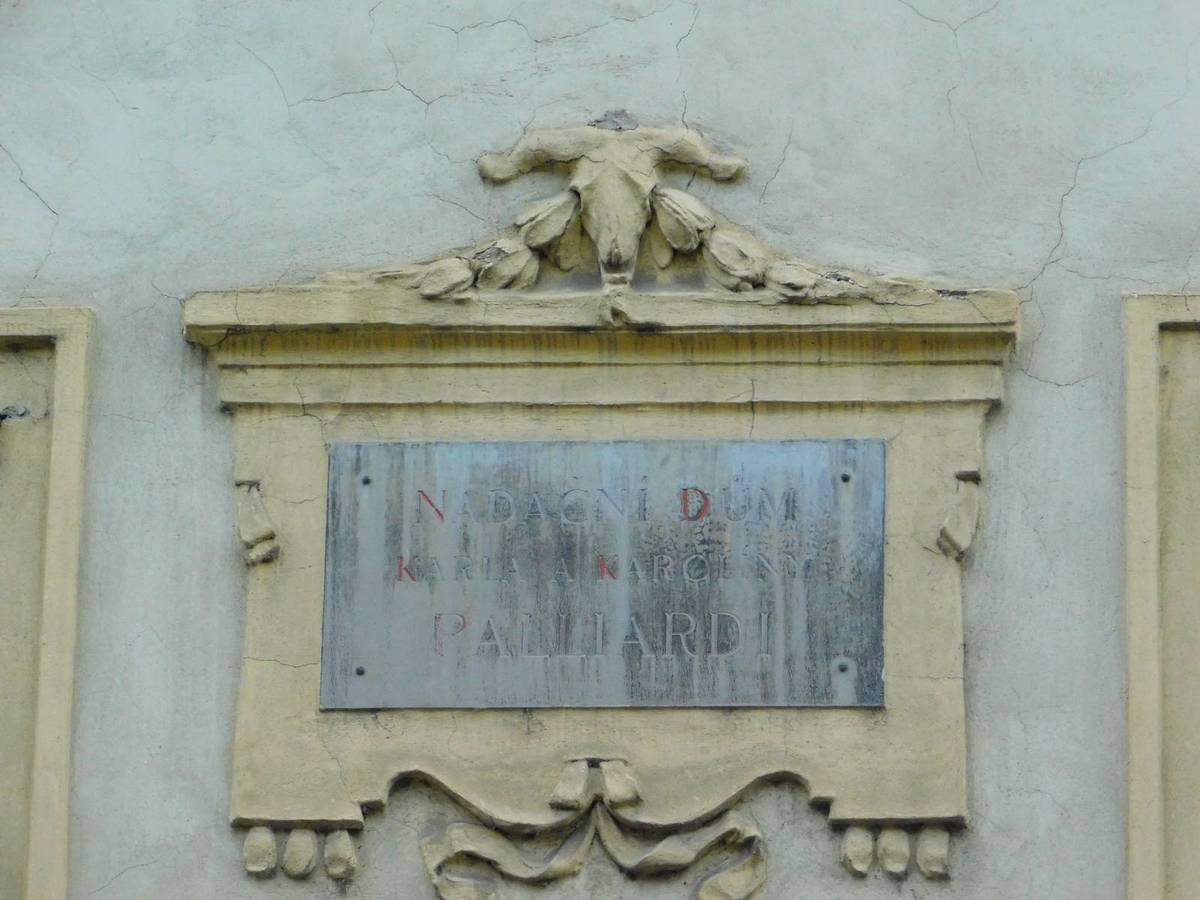
Karolína és Karel Palliardi emléktáblája a székház Piactér utcai frontján

Karel Palliardi (1825–1896) a Palliardi család hatodik generációjának fontos képviselője, Josef Palliardi elsőszülött fia, Alois Ignác Palliardi unokája.

## Élete, pályafutása
1825. május 17-én született Josef Palliardi elsőszülött fiaként, Alois Ignác unokájaként. Politikai pályára lépett, és ő lett a kerületi bíróság és a járásbíróság tanácsosa. Felesége egy bizonyos Karolina (1843–1878) volt. Övék volt a Kisoldali tér (Malostranské náměstí) 241. és 265. háza.
Politikai pályára lépett, és ő lett a kerületi bíróság és a járásbíróság tanácsosa. Felesége egy bizonyos Karolina (1843–1878) volt. Övék volt a Kisoldali tér (Malostranské náměstí) 241. és 265. háza.
A házaspár neve a Kisoldali tér 265. alapítványi házának a Piactér utca (Tržiště ulice) 6. felé néző márványlapján arra emlékeztet, hogy Palliardi alapítványt hozott létre a diákok és a szegények támogatására. Ebből a tehetséges középiskolás diákok pótlékot kaphattak belföldi utazásaikhoz. Az alapítvány segített cseh írókat és a Kisoldal szegény lakosait is.
Pályafutása csúcsán, 1884-ben Karel lett Prága polgármestere.
1896. október 27-én halt meg. Nyughelye (családi sírbolt) a Šárka temetőben (Prága-Dejvice) van, közvetlenül annak bejáratánál. A fontos személyiségek listáján szerepel, A-1 osztály, 1. sír. Ide temették feleségét is.
Mivel nem voltak örökösei, 1893. február 23-án rendelkezett vagyonáról. Az első emeleti lakás ingyenes használatának feltételeit Mariá Felbabová házvezetőnőnél hagyta meg. A Šárka temetőben lévő családi sírboltot a ház bevételéből kellett karbantartani megadott feltételekkel és elidegenítési tilalommal. A ház éves nettó jövedelmét a következőképpen osztotta meg: 1/3-át a kisvárosi szegényeknek adják (decemberben szenteste előtt osszák szét úgy, hogy minden ember vagy család 10 guldent és tárgyakat kapjon), a többit fordítsák szorgalmas és tehetséges középiskolák egyenként 60 koronás vándorösztöndíjára, hogy megismerjék és megtanulják szeretni szép cseh hazájukat. A ház mindkét homlokzatára egy táblát is szeretett volna készíttetni „Karel és Karolina Palliardi Alapítványi Ház” felirattal. Az alapító okiratot és mellékleteit (a végrendeletet, a ház javításairól szóló beszámolókat, leveleket) a Fővárosi Országos Levéltár őrzi.
A végrendelet bizonyára nagy visszhangot keltett, mert 1896. november 25-én, egy hónappal halála után még a Pokrok západu című amerikai lapban is megemlítették Egy nemes hazafi testamentuma címmel. Ugyanebből a cikkből megtudjuk, hogy pénzt is hagyott különböző egyesületeknek, amelyeknek tagja lehetett. „A múlt hónapban Karel Palliardi regionális tanácsos meghalt Prágában, és vagyonának nagy részét hazafias vagy emberbaráti célokra. Prága önkormányzatára hagyta azzal a feltétellel, hogy az éves nettó jövedelem negyedét a prágai szegények kapják, háromnegyedéből pedig alapítványt hoznak létre szorgalmas és szegény tanuló cseh diákok számára, hogy az ünnepek alatt bejárhassák szülőföldjüket és megtanulják azt szeretni.” 2000 PLN készpénzt hagyott örökül a prágai Kisoldal „Sólymának”, az ugyancsak kisoldali „Lumírnak” 400 zlotyt. Házvezetőnőjére hagyta a 7000 zloty tőke hasznát, hogy a lány halála utána a tőke egyformán a „Maj” és a „Svatobora” cseh koszorús szövetséghez kerüljön, alapítványt hozva létre ezekben az egyesületekben. Azt, hogy tagja volt a Kisoldali Sólyom (Sokol na Malá Strana, U Lanová 609/3) szervezetnek, a lépcső melletti épület földszinti folyosóján elhelyezett emléktábla is igazolja. Egy évvel halála után emlékezetére egy campust létesítettek a Petřín lábánál.
A Náprstkov Múzeum adomány- és hagyatékjegyzékben szerepel a Karel Palliardi által a Cseh Ipari Múzeumnak (Náprstkov Museumnak) hagyott tárgyak listája; ezek átvételét Josefa Náprstková igazolta. Többségük különféle típusú és díszítésű fegyver — gyöngyház, faragott (vadászjelenetek, állatok, levelek), arab metszetek és díszek, veretek. A lőfegyverek mellett szerepel egy lovagló szablya, egy török palash (szablya), két korda (aranyozott fogantyúval és gyöngyházzal) és egy vastár; egy zöld ruhával borított összecsukható asztal, két kristályüveg gyertyatartó, két serleg és egy hialit cukrosdoboz. Az ügyvéd a teljes kollekciót 172 guldenre és 20 krajcárra becsülte. A fegyverjegyzék az egyetlen, Karel Palliardi érdeklődésére, hobbijára utaló adat.